# Сэлкудяну, Петре
Пе́тре Сэлкудя́ну (рум. Petre Sălcudeanu; 8 сентября 1930 — 6 ноября 2005) — румынский писатель, сценарист и политик.

## Биография
Учился в Бухарестском и Московском университетах. В 1956 году окончил Литературный институт имени А. М. Горького в Москве. Мастер детектива. В кино с 1962 года («Твоя вина»). Депутат от Демократического фронта национального спасения / Партии социальной демократии Румынии (1992–1996). В 1993 году был министром культуры Румынии.

## Сочинения
- Дед и Анна Драга. (пер с рум. Кирилла Ковальджи) // Современный румынский детектив. — М., 1981. (Современный зарубежный детектив)
- Лишённый неба
- Смерть манекенщицы
- Ученичество под пулями (по мотивам которой был снят фильм «Чистыми руками»)

## Сценарист
- 1962 — Твоя вина / Partea ta de vină (с Франчиском Мунтяну, к/м)
- 1966 — Восстание / Răscoala (по роману Ливиу Ребряну)
- 1972 — Чистыми руками / Cu mîinile curate (с Титусом Поповичем, Румыния—ФРГ)
- 1973 — Буран / Viforniţa (с Титусом Поповичем и Франчиском Мунтяну)
- 1973 — Последний патрон / Ultimul cartuş (с Серджиу Николаеску и Титусом Поповичем)
- 1973 — Заговор / Conspirația
- 1973 — Трудный путь на Типперари / Departe de Tipperary (с Титусом Поповичем)
- 1975 — Осень птенцов / Toamna bobocilor
- 1976 — Солдаты свободы / Vojaci slobody (с Юрием Озеровым, Оскаром Кургановым, Димитром Методиевым и другими, мини-сериал, СССР—Польша—Чехословакия—ГДР—Болгария—Румыния—Венгрия)
- 1976 — Мера вины / Bunicul şi doi delicvenţi minori
- 1977 — Зима птенцов / Iarna bobocilor
- 1980 — Выстрелы при ясной луне / Împuşcături sub clar de luna
- 1980 — Слеза девушки / O lacrima de fata
- 1980 — На перекрестке больших бурь / La răscrucea marilor furtuni
- 1981 — Горы в огне / Munţii în flăcări (по Авраму Янку)
- 1982 — Слишком жарко для мая / Prea cald pentru luna mai
- 1984 —  / Lovind o pasare de prada
- 1984 — Удар хищной птицы / Bunicul şi o biata cinste
- 1985 — Крушение / Intunecare (с Чезаром Петреску)
- 1985 — Весна птенцов / Primăvara bobocilor
- 1993 —  / Priveşte înainte cu mânie
- 2003 —  / Dulcea sauna a morţii